# Bones (репер)
Е́лмо Ке́ннеді О'Ко́ннор, відомий як BONES (англ. Elmo Kennedy O'Connor, нар. 11 січня 1994, М'юр-Біч, Каліфорнія, США) — американський репер, співак і автор пісень. Засновник музичного колективу і лейблу TeamSesh.
Відомий своїми роботами у таких піджанрах хіп-хопу, як клауд-реп, емо-реп і треп-метал. З 2010 року О'Коннор випустив безліч мікстейпів та отримав велику кількість шанувальників. Примітний шаленими темпами випуску нової музики, станом на 2023 рік випустив понад 80 альбомів, мікстейпів та міні-альбомів під кількома псевдонімами.

## Біографія

### Ранні роки
Елмо Кеннеді О'Коннор Народився в М'юр-Біч, штат Каліфорнія, в сім'ї дизайнерки одягу і фотографа, дідом О'Коннору доводився актор Роберт Калп. У віці семи років разом з сім'єю переїхав до Говелла, штат Мічиган.
Згодом в Інтернеті познайомився з Касв'єром Вульфом, Крісом Тревісом та Едді Бейкером, з якими пізніше об'єднається в колектив Seshollowaterboyz. У віці 16 років покинув середню школу Говелла і переїхав до Лос-Анджелеса, де також проживав його брат і нинішній менеджер Еліот.

### Музична кар'єра
Вперше О'Коннор почав займатися музикою у віці дев'яти років після того, як його батько придбав iMac G3. Він завантажував інструментальні хіп-хоп композиції з SoundClick і використовував вбудований мікрофон комп'ютера для запису власного репу. Починаючи з 2010 року, у віці 16 років, випускав музику в Інтернеті під псевдонімом Th@ Kid, часто на MySpace або інших ранніх сервісах для ведення блогів.
Після переїзду до Лос-Анджелеса О'Коннор зв'язався з іншими музикантами, зокрема Ксав'єром Вульфом, Крісом Тревісом та Едді Бейкером, які на той час були членами напіврозпущеного колективу Raider Klan. Згодом він офіційно змінив свій сценічний псевдонім на BONES у 2012 році, що часто асоціюється з виходом його однойменного дебютного альбому, що вийшов 4 липня того ж року.
Протягом 2012—2014 років випустив 12 альбомів, перш ніж привернути увагу суспільства до свого альбому 2014 року під назвою TeenWitch. Альбом викликав суперечки через тематику, зав'язану на різанині в середній школі Колумбайн 1999 року. Наступний після TeenWitch альбом Garbage вийшов 9 червня 2014 року і став першим з альбомів О'Коннора, який привернув увагу великих музичних видань, зокрема Complex Magazine і The Fader, які назвали проект «масивним» і «таким, що розсуває кордони».
У квітні 2014 року разом з продюсером з колективу TeamSESH на псевдо Greaf заснував сайд-проєкт surrenderdorothy, що помітно менше зосереджений на репі, роблячи більший акцент на акустичній гітарі та співі, зі стилістичною схожістю з інді-роком та емо-репом. З 2014 року в рамках цього проєкту дует випустив шість міні-альбомів.
У 2015 році випустив кілька альбомів і став хедлайнером свого першого виступу в House of Blues 4 березня 2015 року, виступивши перед виконавцем Shlohmo в The Fonda Theatre. У тому ж році вийшов спільний з ASAP Rocky сингл «Canal St.», що був реміксом на пісню О'Коннора «Dirt». Згодом сингл став першим треком О'Коннора, що посів місце в чартах Billboard.
У травні 2015 року О'Коннор і Greaf запустили другий сайд-проєкт oregontrail. Проєкт, стилістично схожий на surrenderdorothy, має темніший і грубіший тон. Назва проєкту пов'язана з однойменною комп'ютерною грою 1985 року, що відображено в обкладинках синглів. З 2015 року дует випустив сім треків.
Протягом 2015—2017 років О'Коннор випустив 10 альбомів, а з 2016 року почав випускати музику під новим псевдонімом Ricky A Go Go. Загалом під цим псевдонімом на SoundCloud було завантажено п'ять треків, крайня дата публікації яких — 2017 рік. 19 січня 2018 року О'Коннор виступив у лондонському клубі Koko, розпочавши таким чином своє перше європейське турне під назвою Deadboy Tour, яке охопило європейські країни, зокрема Німеччину, Україну, Росію та Італію.
О'Коннор є одним із засновників колективу Seshollowaterboyz, нарівні із Ксав'єром Вульфом, Крісом Тревісом та Едді Бейкером, з якими він часто виступає та співпрацює. Назва колективу є мішаниною назв їхніх власних лейблів: TeamSESH, Hollow Squad, Waterboyz і Healthy Boyz. У 2019 році колектив покинув Кріс Тревіс, а в березні 2024 року, після звинувачення у жорстокому поводженні з тваринами, сексуальному і домашньому насильстві, з колективу виключено Ксав'єра Вульфа. Натомість вже в липні того ж року О'Коннор і Вульф виступили разом на концерті Robb Bank$ в центрі Лос-Анджелеса.

## Музичний стиль
BONES порівнюють з Yung Lean, який створює треки у стилі клауд-реп. Однак, BONES часто не відносять до звичайних клауд-реп виконавців, а сприймають як людину, яка має свій власний неповторний стиль. Елмо зазначає, що його виступи мають багато спільного з панк та метал концертами: мош, стейдждайвінг, хедбенгінг.

## Дискографія

### Th@ Kid
- Cousin Eddie (2010)
- Stifler (2011)
- Strictly for the Ratz (2011)
- Dreamcatcher. (2011)
- Ratboy (2011)
- The Good Ratz (2011)
- Knucklehead (2011)
- Team Sesh (2011)
- AttaBoy (2011)
- Stay Golden (2011)
- RatLyfe (2011)
- Holy Smokes (2011)
- ADayAtTheGetty (2011)
- Midnight: 12 AM (2011)
- Howell (2011)
- Locals Only (2011)
- YoungDumbFuck (2012)
- Foolsgold (2012)
- WhiteRapper (2012)
- TypicalRapShit (2012)
- BlackNWhite (2012)

### BONES
- Bones (2012)
- 1MillionBlunts (2012)
- LivingLegend (2013)
- Saturn (2013)
- Teenager (2013)
- ダサい (2013)
- Creep (2013)
- Scumbag (2013)
- Cracker (2013)
- PaidProgramming (2013)
- UndergroundGods (2013)
- Caves (2013)
- DeadBoy (2014)
- SeaBeds (2014)
- TeenWitch (2014)
- Garbage (2014)
- Skinny (2014)
- Rotten (2014)
- SongsThatRemindYouOfHome (2015)
- Powder (2015)
- HateToBreakItToYou (2015)
- Banshee (2015)
- HermitOfEastGrandRiver (2015)
- Slan (2016)
- Useless (2016)
- PaidProgramming2 (2016)
- GoodForNothing (2016)
- SoftwareUpdate1.0 (2016)
- Disgrace (2017)
- UNRENDERED (2017)
- NoRedeemingQualities (2017)
- Failure (2017)
- NetworkUnknown (2017)
- CARCASS (СКЕЛЕТ) (2017)
- Augmented ft. Cat Soup (2018)
- LivingSucks (2018)
- TheManInTheRadiator (2018)
- SparrowsCreek ft. Eddy Baker (2019)
- UndertheWillowTree (2019)
- KickingTheBucket (2019)
- IFeelLikeDirt (2019)
- OFFLINE (2020)
- REMAINS ft. Lyson (2020)
- FromBeyondTheGrave (2020)
- BURDEN (2021)
- PushingUpDaisies (2021)
- InLovingMemory (2021)
- ForbiddenImage (2021)
- SCRAPS (2021)
- WITHERED (2022)
- AmericanSweetHeart (2022)
- DreamCard (2022)
- 2MillionBlunts (2022)

### surrenderdorothy
- WeNeverAskedForThis (2014)
- NobodyWantsMe (2014)
- ItsTheLeastWeCanDo (2014)
- ItsTheThoughtThatCounts (2015)
- IllgetToTheBottomOfThis (2015; сингл)
- SuddenlyEveryWordMadeSense (2015; сингл)
- SittingInTheCar (2016; сингл)
- NoPlaceLikeHome (2016; сингл)
- Sometimes, IDontUnderstand (2016; сингл)
- WhatGreatEyesYouHave (2017; сингл)
- BreathingExercise (2018)
- JustWhatTheDoctorOrdered (2019)
- JulyRent (2019)
- CantSayIDidntTry (2020; сингл)

### OREGONTRAIL
- GOODBYE FOR NOW (2015; сингл)
- IF ALL ELSE FAILS (2015; сингл)
- WE HAVE BEEN KEEPING QUITE BUSY (2015; сингл)
- I ADMIT, IT HAS NOT BEEN EASY (2016; сингл)
- TILL THE WHITES OF MY EYES DRY OUT (2017; сингл)
- WE FOUGHT THE GOOD FIGHT (2017; сингл)
- FORD THE RIVER (2017; сингл)
- SECOND HAND PAIN (2020; сингл)

### Ricky A Go Go
- The Whisper Of Sweet Nothings (2016; сингл)
- On The Run (2016; сингл)
- You Are My Everything (2016; сингл)
- Every Night (2016; сингл)
- Stranger (2017; сингл)